# Station Macclesfield
Macclesfield is een spoorwegstation van National Rail in Macclesfield, Cheshire East in Engeland. Het station is eigendom van Network Rail en wordt beheerd door Avanti West Coast. Het station is geopend in 1873.